# لوكا زانتي
لوكا زانتي هو لاعب كرة قدم إيطالي في مركز الدفاع، ولد في 9 نوفمبر 2002.

## وصلات خارجية
- لوكا زانتي على موقع قاعدة بيانات كرة القدم.إي يو (الإنجليزية)
- لوكا زانتي على موقع Soccerway.com (الإنجليزية)
- لوكا زانتي على موقع عالم كرة القدم.نت (الإنجليزية)